# WSPR

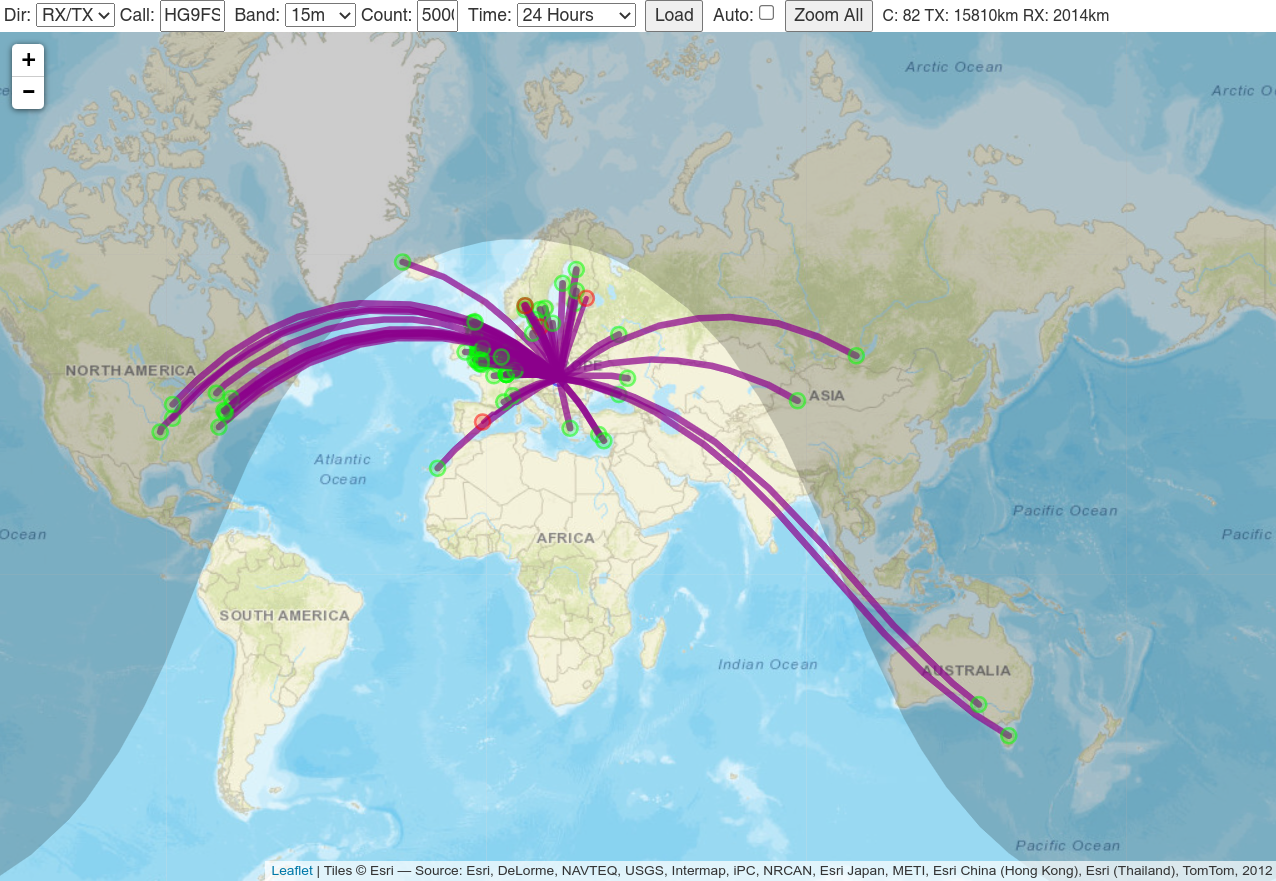
WSPR térkpészolgáltatás

WSPR - (Weak Signal Propagation Reporter - Gyenge jelek terjedésének vételjellemzése) nagyon keskeny sávú digitális jelátvitelen alapuló MGM. Egy hibrid kommunikáció, melyben rádiófrekvenciás átvitel és interneten keresztüli kommunikáció is használva van. Rádiófrekvencián a hívójel és a rádióállomás alapvető jellemzői kerülnek kiküldésre, a vételjellemzés pedig interneten keresztül kerül átvitelre.
A protokollt és a programot eredetileg Joe Taylor, K1JT tervezte. A szoftverkód nyílt forráskódú, és egy kis csapat fejleszti. A programot kis teljesítményű adások küldésére és fogadására tervezték, hogy teszteljék a terjedési útvonalakat.

## Működése
A WSPR egy olyan protokollt valósít meg, amelyet a potenciális terjedési utak vizsgálatára terveztek kis teljesítményű átvitellel.
Az adások az állomás hívójelét, a QTH-lokátort és az adóteljesítményt hordozzák dBm-ben.
A program akár –34 dB jel/zaj arányú jeleket is képes dekódolni.  Az internet-hozzáféréssel rendelkező állomások automatikusan feltölthetik vételi jelentéseiket a WSPRnet nevű központi adatbázisba, amely térképezési lehetőséget is tartalmaz.
Az adási és vételi fázisok időzítettek.

### Adási fázis
Egy nagyon keskeny, 6 Hz sávszélességű, digitális, FSK modulációval előállított jel kerül kisugárzásra a WSPR kommunikációra kijelölt frekvenciatartományon belül. A jel tartalmazza:
- az állomás hívójelét
- az állomás QTH-lokátorát
- a kisugárzott teljesítményt

### Vételi fázis
A rádió segítségével a program egy keskeny, WSPR kommunikációra kijelölt, 200 Hz sávszélességű frekvenciatartmányt figyel, a benne lévő, megfelelő modulációs formájú jeleket dekódolja, és a vételi szinteket méri. A jelhalmazból dekódolt hívójeleket, QTH-lokátorokat, mért jelszinteket feltölti egy központi adatbázisba.
A program segítségével vételi jelentéseket rádióamatőr hívójellel nem rendelkező, SWL állomások is küldhetnek.

## A kisugárzott jel jellemzői[1]
Veszteségmentes tömörítés után 50 bit információ kerül kisugárzásra:
| Információ          | Méret (bit) |
| ------------------- | ----------- |
| Az állomás hívójele | 28          |
| QTH lokátor         | 15          |
| Teljesítmény        | 7           |

- Karakterkódolás: BAUDOT, 32 szimbólum
- Atviteli sebesség: 1.4648 baud
- A jel tipusa: 4-FSK, 1.4648 Hz szeparáció
- Lefoglalt sávszélesség: 6 Hz
- Az átvitel időtartama: 110.6 s
- A periódusváltás időzítése: 2 perc

## Gyakorlati jelentősége
- Az adatbázisba feltöltött információk alapján következtethetünk a terjedési viszonyokra
- Kis teljesítménnyel nagy távolságok hidalhatók át, QRP, QRPP állomások jelei is jelentős távolságokra jutnak el
- SWL állomások is bekapcsolódhatnak vételi jellemzések interneten keresztüli küldésével
- Mivel kis teljesítményű, és számítógépes időzítésű rendszer, így felügyelet nélkül is üzemeltethető

## WSPR kommunikációra kijelölt frekvenciák
| Tartomány          | Sáv      | Frekvencia (Hz)                    |
| ------------------ | -------- | ---------------------------------- |
| Hosszúhullám       | HAM-2200 | 137400                             |
| Középhullám        | HAM-630  | 475700                             |
| Középhullám        | HAM-160  | 1838100                            |
| Rövidhullám        | HAM-80   | 3569100                            |
| Rövidhullám        | HAM-60   | 5287200 ( ITU-1 régióban csak SWL) |
| Rövidhullám        | HAM-40   | 7039100                            |
| Rövidhullám        | HAM-30   | 10140200                           |
| Rövidhullám        | HAM-20   | 14095000                           |
| Rövidhullám        | HAM-17   | 18104600                           |
| Rövidhullám        | HAM-15   | 21094600                           |
| Rövidhullám        | HAM-12   | 24924600                           |
| Rövidhullám        | HAM-10   | 28124600                           |
| Ultrarövidhullám   | HAM-6    | 50293000                           |
| Ultrarövidhullám   | HAM-6    | 50401000 (jeladó)                  |
| Ultrarövidhullám   | HAM-4    | 70910000 (jeladó)                  |
| Ultrarövidhullám   | HAM-2    | 144489000 (jeladó)                 |
| Deciméteres hullám | HAM-70cm | 432300000                          |
| Deciméteres hullám | HAM-23cm | 1296500000                         |

## WSPR kommunikációra alkalmas szoftverek
- wsjt-x    Windows/Linux/macOS/Forráskód
- jtdx  Windows/Linux/macOS